# Ленинское (Балтийский сельсовет)
Ле́нинское (баш. Ленинский) — деревня в Иглинском районе Республики Башкортостан Российской Федерации. Входит в состав Балтийского сельсовета.

## География

### Географическое положение
Расстояние до:
- районного центра (Иглино): 11 км,
- центра сельсовета (Балтика): 2 км,
- ближайшей ж/д станции (Иглино): 11 км.

## Население
| 2002 | 2009 | 2010 |
| ---- | ---- | ---- |
| 243  | ↗285 | ↘268 |

Национальный состав
Согласно переписи 2002 года, преобладающая национальность — белорусы (79 %).